# Xbox Games Store
Xbox Games Store (antiga Xbox Live Marketplace) é uma plataforma de distribuição digital usada pela Microsoft nos consoles Xbox One e Xbox 360. O serviço permite que os usuários baixem ou comprem jogos eletrônicos (incluindo jogos do Xbox Live Arcade e títulos completos do Xbox One e Xbox 360), complementos para jogos existentes, demos de jogos e outros conteúdos diversos, como fotos para jogadores e temas para a Dashboard.
O serviço também oferecia seções para baixar conteúdo de vídeo, como filmes e episódios de televisão; no final de 2012, essa funcionalidade foi substituída pelo Xbox Music e Xbox Video (agora conhecido como Groove Music e Microsoft Movies & TV, respectivamente).
No final de 2017, a Xbox Store foi substituída no Xbox One pela Microsoft Store, como a vitrine digital padrão para todos os dispositivos Windows 10.
Em agosto de 2023, Microsoft anunciou que a loja do Xbox 360 seria fechado em 29 de julho de 2024; No entanto, os títulos retrocompatíveis da Xbox 360 continuarão disponíveis para compra na Microsoft Store para a Xbox 360, Xbox One e Xbox Series X/S após a data de expiração da Xbox 360 Store.

## Serviços

### Xbox Live Arcade
A marca Xbox Live Arcade (XBLA) inclui jogos somente digitais que podem ser adquiridos na Xbox Games Store no Xbox 360, incluindo portes de jogos clássicos e novos títulos originais.

### Jogos sob Demanda
A seção Jogos sob Demanda da Xbox Games Store permite que os usuários comprem versões para download de títulos do Xbox 360, além de jogos lançados para o Xbox original. Acima de tudo, alguns dos conteúdos para download excluídos dos respectivos jogos do Xbox 360 também estão incluídos nesta edição.

### Xbox Live Indie Games
Como parte da atualização "New Xbox Experience" lançada em 19 de novembro de 2008, a Microsoft lançou o Xbox Live Community Games e depois renomeou para "Xbox Live Indie Games", um serviço semelhante ao Xbox Live Arcade (XBLA), com jogos menores e menos caros criados por desenvolvedores independentes e pequenos estúdios. Esses jogos são adicionados ao serviço após a passagem com êxito em um sistema de revisão por pares que impede a exibição de conteúdo inadequado nos jogos e garante que os jogos atendam a certos padrões técnicos e não deturpem seu conteúdo.

## Passado
Os parceiros de conteúdo inicial incluíam Paramount Pictures, CBS, TBS, MTV Networks, UFC, NBC e Warner Bros. Home Entertainment. Desde então, outros estúdios de cinema deram suporte ao serviço, incluindo Lionsgate Films e Walt Disney Pictures, conforme anunciado na E3 2007. Na CES 2008, MGM, ABC, Disney Channel e Toon Disney anunciaram seu suporte ao serviço.
Vários filmes e programas de TV estavam disponíveis para compra na Video Store, incluindo séries passadas e presentes, como Star Trek e CSI: Crime Scene Investigation. Inicialmente, embora os programas de TV pudessem ser baixados e salvos, os filmes só podiam ser alugados - expirando 24 horas após a exibição inicial ou 14 dias após a compra.
No lançamento, a Video Store encontrou problemas comuns, como longos tempos de download, cobrança duplicada para o mesmo conteúdo e downloads que não puderam ser concluídos ou pelos quais os usuários teriam que pagar para concluir.
Em 6 de março de 2007, o episódio de South Park "Good Times with Weapons" estava disponível para download gratuito; no entanto, este episódio foi gratuito apenas na versão HDTV até 3 de abril de 2007. A partir de 13 de março de 2007, todos os episódios da 11.ª temporada de South Park foram oferecidos sem censura. Além disso, a partir de 26 de julho de 2007, o episódio piloto de Jericho estava disponível para download gratuito nas versões Padrão e HD.
No final de 2009, o Video Marketplace foi substituído pelo Zune Video Marketplace e, posteriormente, acompanhado por um Zune Music Marketplace. Os dois Zune Marketplaces foram substituídos pelos novos serviços Xbox Music e Xbox Video no final de 2012.

## Crítica
A maioria das reclamações e críticas levantadas no serviço Xbox Live dizia respeito ao Xbox Live Marketplace:

### Problemas com consoles substituídos
Por um design do Marketplace, a licença de gerenciamento de direitos digitais para o conteúdo baixado está vinculada a um usuário específico e a um console específico. Isso significa que, para acessar o conteúdo, o usuário precisa estar conectado ao Xbox Live usando sua Gamertag ou jogando no console original em que o conteúdo foi adquirido.
Como resultado, os usuários com consoles substituídos não podem usar o conteúdo baixado anteriormente sem estar conectado ao Xbox Live. Isso tem o efeito de restringir o uso do conteúdo adquirido quando nenhuma conexão com a Internet está disponível. Uma regra adicional é adicionada quando há várias contas em um console. Nesse caso, todas as contas normalmente podem compartilhar conteúdo quando ele é baixado nesse sistema. No entanto, se o sistema for substituído, apenas a conta real do Xbox Live à qual o conteúdo está vinculado poderá utilizá-la (existe uma solução alternativa na qual a Gamertag que não compra pode usar o conteúdo, mas apenas se a Gamertag original estiver assinado no Xbox Live como um perfil secundário).
As tentativas originais da Microsoft de resolver esses problemas se limitaram à transferência de licenças para os consoles substituídos pela garantia. Isso exigia o contato com o suporte da Microsoft, e o console deve ter sido substituído pela própria Microsoft ou por uma garantia do revendedor onde foi comprado originalmente. As transferências de licenças não podem ser executadas no caso de uma atualização voluntária (por exemplo, se o usuário comprou um Xbox 360 mais recente, substituindo o console antigo).
Em junho de 2008, a Microsoft lançou uma ferramenta online que permite aos usuários transferir licenças do console em que foram originalmente comprados para outro. Isso é feito em um processo de duas etapas, em que todas as licenças são migradas primeiro no lado do servidor e depois baixadas no novo console. Para evitar abusos, esse processo pode ser realizado apenas a cada quatro meses. As licenças permanecem vinculadas à Gamertag independentemente, portanto, os usuários que armazenam seus perfis em unidades de memória portáteis podem continuar usando o conteúdo adquirido em qualquer console quando estiverem conectados ao serviço.

### Preços
A consistência do preço e a disponibilidade de algum conteúdo gratuitamente também foram uma fonte de críticas relacionadas ao Xbox Live Marketplace. Um incidente notável foi a Microsoft cobrando por um pacote de mapas de Gears of War que a desenvolvedora Epic Games desejava fornecer gratuitamente (embora tenha sido liberado quatro meses depois em setembro de 2007). Exacerbando a controvérsia, a Game Informer alegou que a Microsoft obrigou as empresas a cobrar pelo conteúdo que a própria empresa queria distribuir gratuitamente. Nesse caso, a Microsoft Publishing foi responsável por definir o preço, com isso não sendo uma política da equipe do Xbox ou do Xbox Live Marketplace, como estava implícito. O conteúdo gratuito é realmente possível, mas grande parte do conteúdo gratuito é de natureza promocional, como os títulos Yaris e Dash of Destruction.
O sistema Microsoft Points anteriormente exigido para comprar conteúdo foi criticado por ser enganoso em termos de custo real, além de usuários frequentemente terem que comprar mais pontos de uma vez do que o necessário imediatamente (na América do Norte, os usuários só podiam comprar pontos em quantidade de 400, custando cerca de US$ 5). Em junho de 2013, a Microsoft anunciou a descontinuação dos pontos em favor do crédito usando moedas locais, que entraram em vigor em uma atualização de software do Xbox 360 lançada em 26 de agosto de 2013.

### Bloqueios regionais
Após a atualização de painel Spring 2007, a Microsoft aumentou a segurança das restrições de conteúdo regional. Isso impossibilitou a obtenção de conteúdo de entretenimento para mercados internacionais, enquanto a loja dos EUA tem uma oferta substancial em comparação ao resto do mundo. Até mesmo alguns conteúdos gratuitos, como extras para download em jogos de varejo, são impossíveis de obter em determinadas regiões, apesar de não haver problemas legais ou de censura (um exemplo disso seria o segundo pacote de mapas de Gears of War; enquanto o primeiro pacote era inicialmente disponível gratuitamente em todo o mundo, a atualização da primavera de 2007 tornou os dois pacotes indisponíveis para muitos proprietários do Xbox 360 no resto do mundo).
No caso da Nova Zelândia, todas as contas para crianças foram proibidas de baixar qualquer conteúdo da loja em meados de junho. Desde 15 de outubro de 2010 eles ainda estão impedidos de baixar qualquer coisa além de atualizações de software e conteúdo criado pelo usuário, independentemente da classificação.